# Рерберг и Тарковский. Обратная сторона «Сталкера»
«Ре́рберг и Тарко́вский. Обра́тная сторона́ „Ста́лкера“» — документальный фильм, рассказывающий об одном из драматичных эпизодов в истории отечественного кино.
Премьера фильма состоялась в июне 2008 года на 30-м Московском международном фестивале.

## История создания
По словам режиссёра Игоря Майбороды, в 1990-х годах у него с оператором Рербергом была запланирована совместная работа — съёмки картины, основанной на воспоминаниях Георгия Ивановича. Проект не состоялся; после смерти оператора появилась возможность снять о нём документальный фильм.
Положив в основу сюжета конфликт, случившийся между Андреем Тарковским и Георгием Рербергом во время съёмок «Сталкера», Майборода несколько лет собирал материалы и воспоминания участников этой истории.

Я с уважением отношусь и к Тарковскому, и к Рербергу. Они — два гения, два титана, которые пересеклись на пути друг друга. Я попытался не выйти за рамки достоверности факта, старался не опускаться до желтизны, боялся перегнуть палку. Но при этом я не хотел идеализировать их.— режиссёр Игорь Майборода

## Содержание фильма
Евгений Цымбал, занимавший во время съёмок «Сталкера» должность ассистента режиссёра, назвал работу над картиной «хождением по девяти кругам ада». В процессе работы обнаружилось, что съёмка заданных сцен не удаётся. Атмосфера на площадке накалялась, напряжение росло. Оператор был убеждён, что виной всему не только брак плёнки, но и отсутствие толкового сценария. Режиссёр же возлагал вину на оператора, который, по его мнению, должен был проверить качество Кодака ещё до съёмок.
Рерберг отстранён от работы, его место занимает другой оператор. Но замены в киногруппе не снимают, а напротив, усугубляют раздражение режиссёра. В конце концов Тарковский закрывает работу на несколько месяцев, переписывает сценарий, приглашает оператора Княжинского и начинает всё заново. В итоговый вариант фильма входит часть материала, снятого Рербергом, но его фамилии в титрах нет.
«Сталкер» сыграл роковую роль в судьбе не только Рерберга, творческая биография которого пошла на спад, но и других создателей картины, работавших на территории заброшенной электростанции и вдыхавших «непонятные испарения». Спустя годы от рака лёгких умерли Анатолий Солоницын, Андрей Тарковский, Лариса Тарковская, напоминают создатели документальной ленты.

## Рецензии и отзывы
По мнению обозревателя газеты «Коммерсантъ» Сергея Филатова, конфликт между «великим режиссёром и конгениальным оператором» не выявил победителя; проигравшим оказался кинематограф.
В рецензии «Обратная сторона канона. „Рерберг и Тарковский“ Игоря Майбороды» кинокритик Андрей Плахов отмечает, что в анализе конфликта, случившегося на съёмочной площадке, чувствуется режиссёрская пристрастность; в то же время «фильм удерживается от вульгарных интонаций».
Обозреватель «Российской газеты» Ирина Корнеева отмечает, что режиссёр Майборода не стремится одного участника конфликта обелить, а с другого — «снять всю позолоту». Главный герой ленты — не конфликт, а «личность Рерберга», констатирует рецензент.

## Создатели фильма
- Режиссёр — Игорь Майборода
- Сценарий — Игорь Майборода
- Операторы:

- - Юрий Клименко
  - Вадим Алисов
  - Валентин Пиганов
  - Павел Лебешев
  - Сергей Мачильский
  - Юрий Райский
  - Юрий Ильенко
  - Юрий Любшин
  - Радик Аскаров
  - Виктор Новожилов
  - Павел Кулаков
  - Андрей Катарженко

- Продюсер — Игорь Майборода

## Участники фильма
- Георгий Рерберг — оператор
- Андрей Тарковский — режиссёр
- Лариса Тарковская — жена Андрея Тарковского
- Мстислав Ростропович — музыкант и общественный деятель
- Евгений Цымбал — режиссёр
- Ежи Вуйчик — оператор
- Ольга Суркова — киновед, исследователь творчества Андрея Тарковского
- Наталия Гутман — музыкант
- Никита Михалков — режиссёр
- Андрей Михалков-Кончаловский — режиссёр
- Михаил Ромадин — художник
- Виктор Астафьев — писатель
- Ирина Антонова — искусствовед
- Марина Тарковская — писательница, сестра Андрея Тарковского
- Мария Чугунова — ассистент режиссёра в фильме «Зеркало»
- Вадим Юсов — оператор
- Павел Лебешев — оператор
- Александр Бойм — художник, начинавший работать над «Сталкером»
- Шавкат Абдусаламов — художник, работавший над «Сталкером» (в титрах не указан)
- Али Хамраев — режиссёр
- Юрий Ильенко — режиссёр
- Вадим Алисов — оператор
- Алексей Лосев — философ
- Евгений Мравинский — дирижёр
- Леонид Милославский — журналист
- Андрей Васильев — журналист

Использованы архивные материалы Валентины Титовой, Георгия Черёмухина, Марины Тарковской, Ивана Дыховичного, Андрея Михалкова-Кончаловского, Ольги Сурковой и др.

## Награды
- 2010 — премия «Золотой орёл» (2009) в номинации «Лучший неигровой фильм»
- 2010 — премия кинопремии «Ника» (2009) в номинации «Лучший неигровой фильм»
- 2011 — номинация на премию ТЭФИ за лучший документальный фильм